# چوآ لام
چوآ لام (انگلیسی: Chua Lam؛ زادهٔ ۱۸ اوت ۱۹۴۱) تهیه‌کننده فیلم، مجری تلویزیون، ستون‌نویس و منتقد حوزهٔ تغذیه و غذا است.
از فیلم‌هایی که وی در آن‌ها نقش داشته‌است، می‌توان به شمشیر خدایان، برادر خوبم دودو، داستان جنایت، صاعقه، آقای نازنین و گربه اشاره نمود.